# Raport kasowy
Raport kasowy (RK) – dokument księgowy stosowany w obrocie gotówkowym. Raport to dowód zbiorczy wszelkich operacji kasowych ułożonych w porządku chronologicznym. Częstotliwość jego sporządzania zależy od ilości operacji kasowych. Może być przygotowywany każdego dnia, raz na kilka dni lub z końcem każdego miesiąca kalendarzowego. Jest to dokument zbiorczy operacji kasowych w ciągu określonego okresu, potwierdzonych dokumentami:
- KP (kasa przyjmie) – pokwitowanie odbioru gotówki przez kasę firmy,
- KW (kasa wyda) – pokwitowanie wypłaty gotówki z kasy firmy.

Dokumentując operacje gotówkowe, dokumenty kasowe muszą spełniać wymogi określone w art. 21 ustawy o rachunkowości. Tylko bowiem takie dowody księgowe mogą być podstawą zapisów w księgach rachunkowych.
Wpisów dokonuje się na podstawie dokumentów źródłowych (np. faktur, rachunków, list płac, rozliczeń delegacji, dowodów dokumentujących pobranie gotówki z banku w celu zasilenia kasy, itd.) lub na podstawie dowodów zastępczych. Dowody zastępcze, to dowody KP i KW. Są one zasadniczo wystawiane wtedy, gdy wpłata/wypłata gotówki nie jest udokumentowana dowodem źródłowym.

## Elementy raportu kasowego
Na prawidłowo przygotowany raport kasowy składają się:
- znak rozpoznawczy firmy (w tym przypadku może to być pieczątka, naklejka firmowa),
- numeracja oraz prawidłowe oznaczenie – do wyboru jest tradycyjne numerowanie lub wskazujące konkretną kasę, rok obrachunkowy oraz datę,
- wskazania okresu, który ten raport obejmuje – tutaj należy się stosować do ustaleń określonych w instrukcji kasowej,
- rejestr wszystkich operacji w porządku chronologicznym (treść, numer dowodu źródłowego, dokładna data, imię oraz nazwisko osoby dokonującej wpłaty lub wypłaty pieniężnej),
- numer konta przeciwstawnego – każde operacje gospodarcze wymienione w raporcie kasowym są przypisywane do numerów kont, zgodnie z zasadą podwójnego zapisu,
- dokładne obliczenia obrotu, stanu początkowego i finalnego kasy – w sytuacji, gdy dochodzi do niezgodności posiadanej gotówki z raportem, najczęściej wiąże się to z popełnieniem błędu w rachunkowości lub ewidencjonowaniu,
- załączniki w postaci źródłowych dokumentów kasowych i zastępczych dowodów księgowych,
- podpis osoby sporządzającej raport oraz dokładna data,
- data zatwierdzenia raportu.

## Dokumenty źródłowe
Wszelkie obroty pieniężne w firmie powinny być udokumentowane dowodami księgowymi, czyli:
- fakturami,
- wnioskami i rozliczeniami zaliczek,
- rozliczeniami delegacji służbowych,
- listami płac,
- umowami o dzieło oraz rachunkami umów zleceń,
- KP – dokumenty potwierdzające przyjęcie gotówki do kasy firmowej,
- KW – dokumenty potwierdzające wszelkie wypłaty z kasy firmowej.

## Wypełnienie raportu kasowego
Osoba sporządzająca raport kasowy zapoznaje się ze stanem początkowym i końcowym. Następnie sumuje przychody i rozchody, by określić ostateczny obrót kasowy.
Jedna zasada pozostaje niezmienna – wszystko się zgadza, gdy stan gotówki jest identyczny z wykazem na raporcie kasowym.
Wszelkie różnice przyjmują postać niedoboru lub nadwyżki kasowej. Każdy raport należy udostępnić księgowemu, który sprawuje pieczę nad finansami w firmie.

## Obowiązek przechowywania dokumentu
Zgodnie z prawem, wszelką dokumentację kasową należy przechowywać do wglądu przez 5 lat od końca roku kalendarzowego, w którym upłynął termin płatności podatku.